# Crécy-Couvé
Pour les articles homonymes, voir Crécy.
Crécy-Couvé est une commune française située dans le département d'Eure-et-Loir en région Centre-Val de Loire.

## Géographie

### Situation

Situation géographique
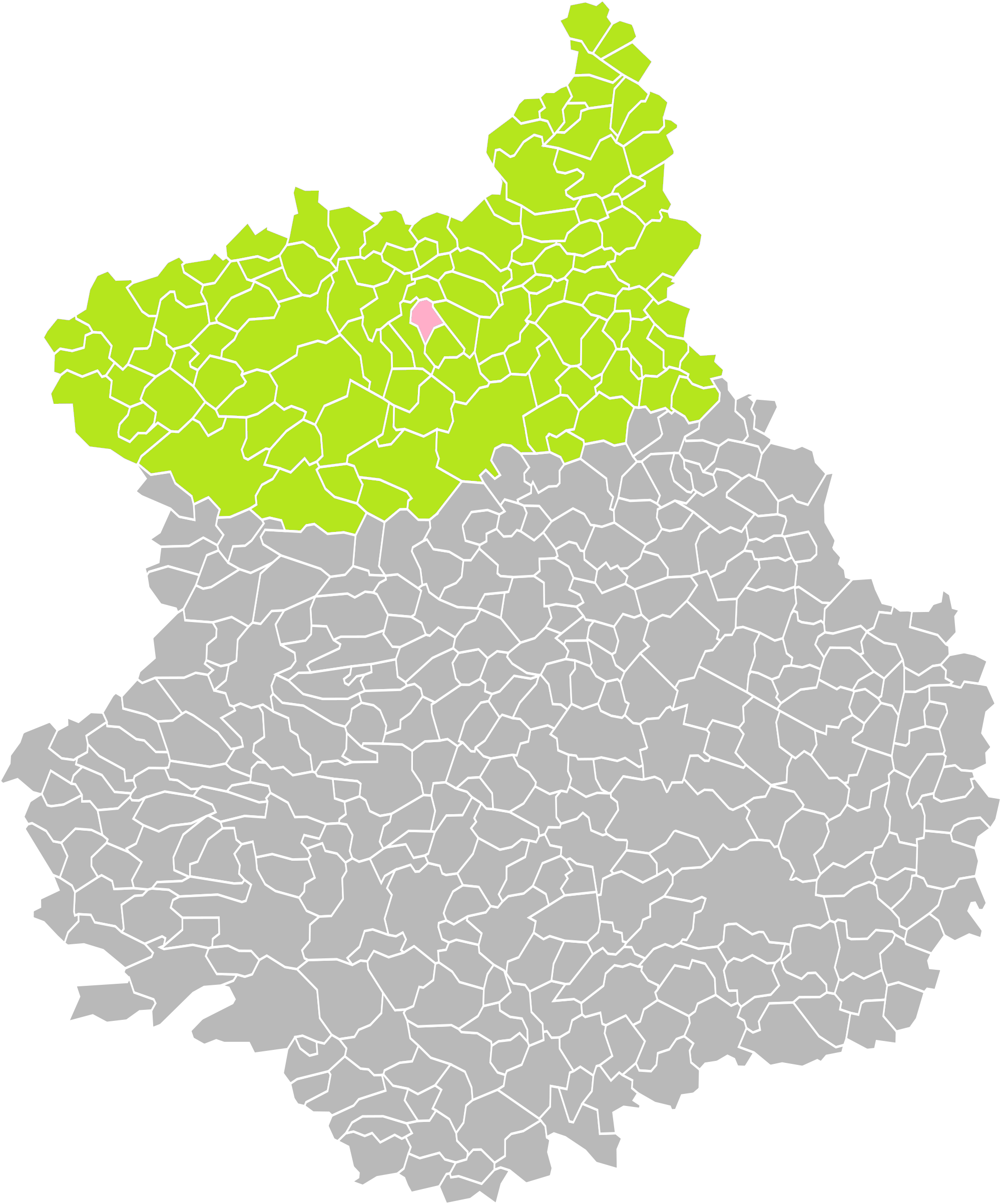
Crécy-Couvé dans son arrondissement.
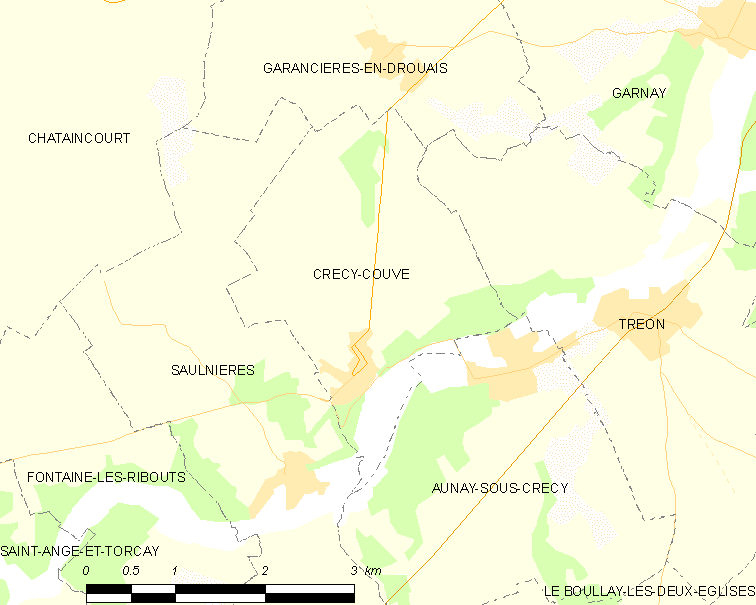
Carte de la commune de Crécy-Couvé.

### Communes limitrophes
|            | Garancières-en-Drouais |       |
| Saulnières | Crécy-Couvé            | Tréon |
|            | Aunay-sous-Crécy       |       |

### Hydrographie
La commune est bordée au sud par la rivière la Blaise, affluent en rive gauche de l'Eure, sous-affluent du fleuve la Seine.

### Climat
Pour des articles plus généraux, voir Climat du Centre-Val de Loire et Climat d'Eure-et-Loir.
En 2010, le climat de la commune est de type climat océanique dégradé des plaines du Centre et du Nord, selon une étude du CNRS s'appuyant sur une série de données couvrant la période 1971-2000. En 2020, Météo-France publie une typologie des climats de la France métropolitaine dans laquelle la commune est dans une zone de transition entre le climat océanique et le climat océanique altéré et est dans la région climatique  Sud-ouest du bassin Parisien, caractérisée par une faible pluviométrie, notamment au printemps (120 à 150 mm) et un hiver froid (3,5 °C). 
Pour la période 1971-2000, la température annuelle moyenne est de 10,6 °C, avec une amplitude thermique annuelle de 14,5 °C. Le cumul annuel moyen de précipitations est de 600 mm, avec 11 jours de précipitations en janvier et 7,9 jours en juillet. Pour la période 1991-2020, la température moyenne annuelle observée sur la station météorologique de Météo-France la plus proche, « Marville_sapc », sur la commune de Marville-Moutiers-Brûlé à 8 km à vol d'oiseau, est de 11,1 °C et le cumul annuel moyen de précipitations est de 571,8 mm,. Pour l'avenir, les paramètres climatiques de la commune estimés pour 2050 selon différents scénarios d'émission de gaz à effet de serre sont consultables sur un site dédié publié par Météo-France en novembre 2022.

## Urbanisme

### Typologie
Au 1er janvier 2024, Crécy-Couvé est catégorisée commune rurale à habitat dispersé, selon la nouvelle grille communale de densité à 7 niveaux définie par l'Insee en 2022.
Elle est située hors unité urbaine et hors attraction des villes,.

### Occupation des sols
L'occupation des sols de la commune, telle qu'elle ressort de la base de données européenne d’occupation biophysique des sols Corine Land Cover (CLC), est marquée par l'importance des territoires agricoles (83,4 % en 2018), une proportion identique à celle de 1990 (83,4 %). La répartition détaillée en 2018 est la suivante : 
terres arables (74,2 %), forêts (12,8 %), prairies (9,2 %), zones urbanisées (3,9 %). L'évolution de l’occupation des sols de la commune et de ses infrastructures peut être observée sur les différentes représentations cartographiques du territoire : la carte de Cassini (XVIIIe siècle), la carte d'état-major (1820-1866) et les cartes ou photos aériennes de l'IGN pour la période actuelle (1950 à aujourd'hui).

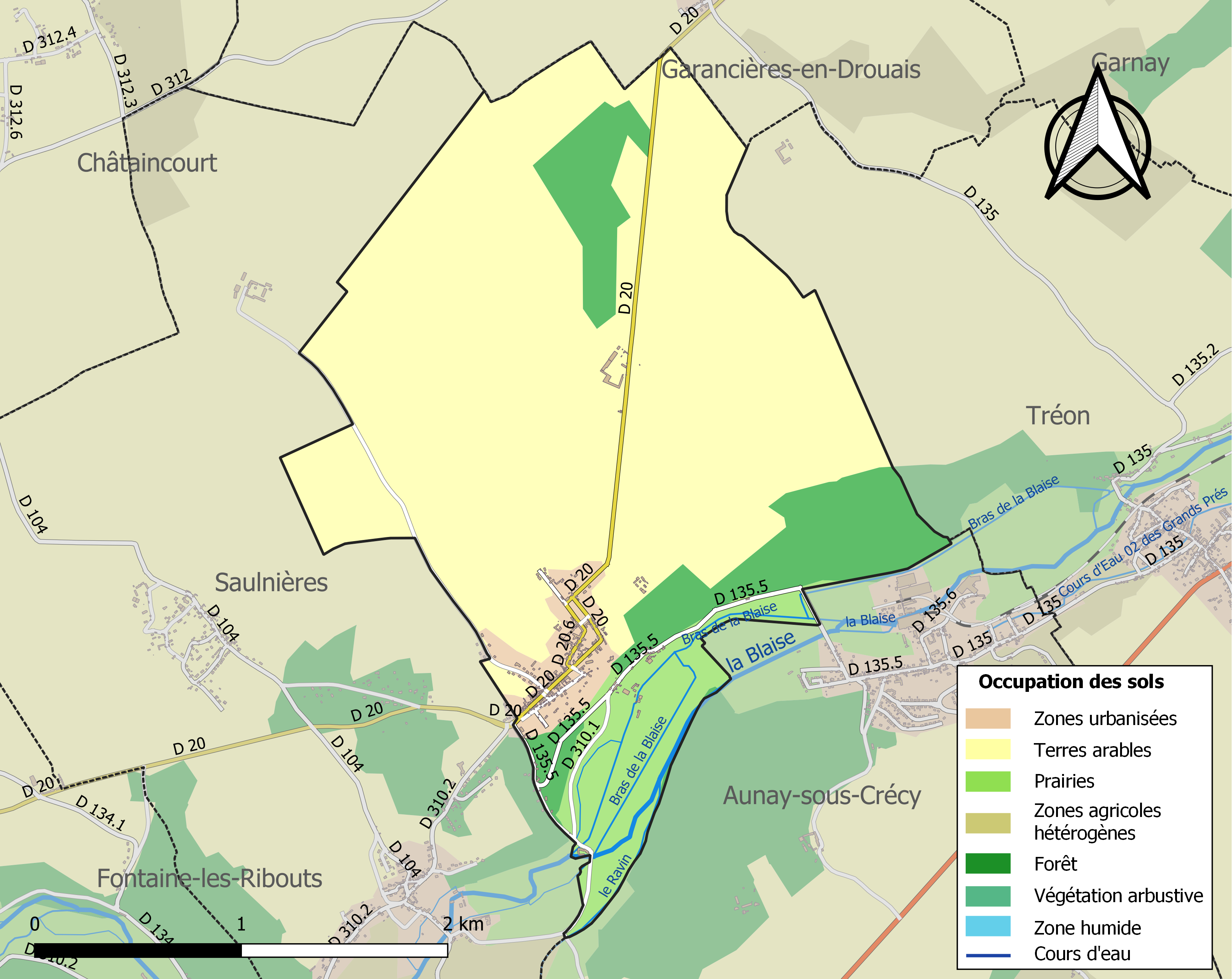
Carte des infrastructures et de l'occupation des sols de la commune en 2018 (CLC).

### Risques majeurs
Le territoire de la commune de Crécy-Couvé est vulnérable à différents aléas naturels : météorologiques (tempête, orage, neige, grand froid, canicule ou sécheresse), inondations, mouvements de terrains et séisme (sismicité très faible). Il est également exposé à un risque technologique, le transport de matières dangereuses. Un site publié par le BRGM permet d'évaluer simplement et rapidement les risques d'un bien localisé soit par son adresse soit par le numéro de sa parcelle.

#### Risques naturels
Certaines parties du territoire communal sont susceptibles d’être affectées par le risque d’inondation par débordement de cours d'eau et par ruissellement et coulée de boue, notamment la Blaise. La commune a été reconnue en état de catastrophe naturelle au titre des dommages causés par les inondations et coulées de boue survenues en 1999 et 2018,.

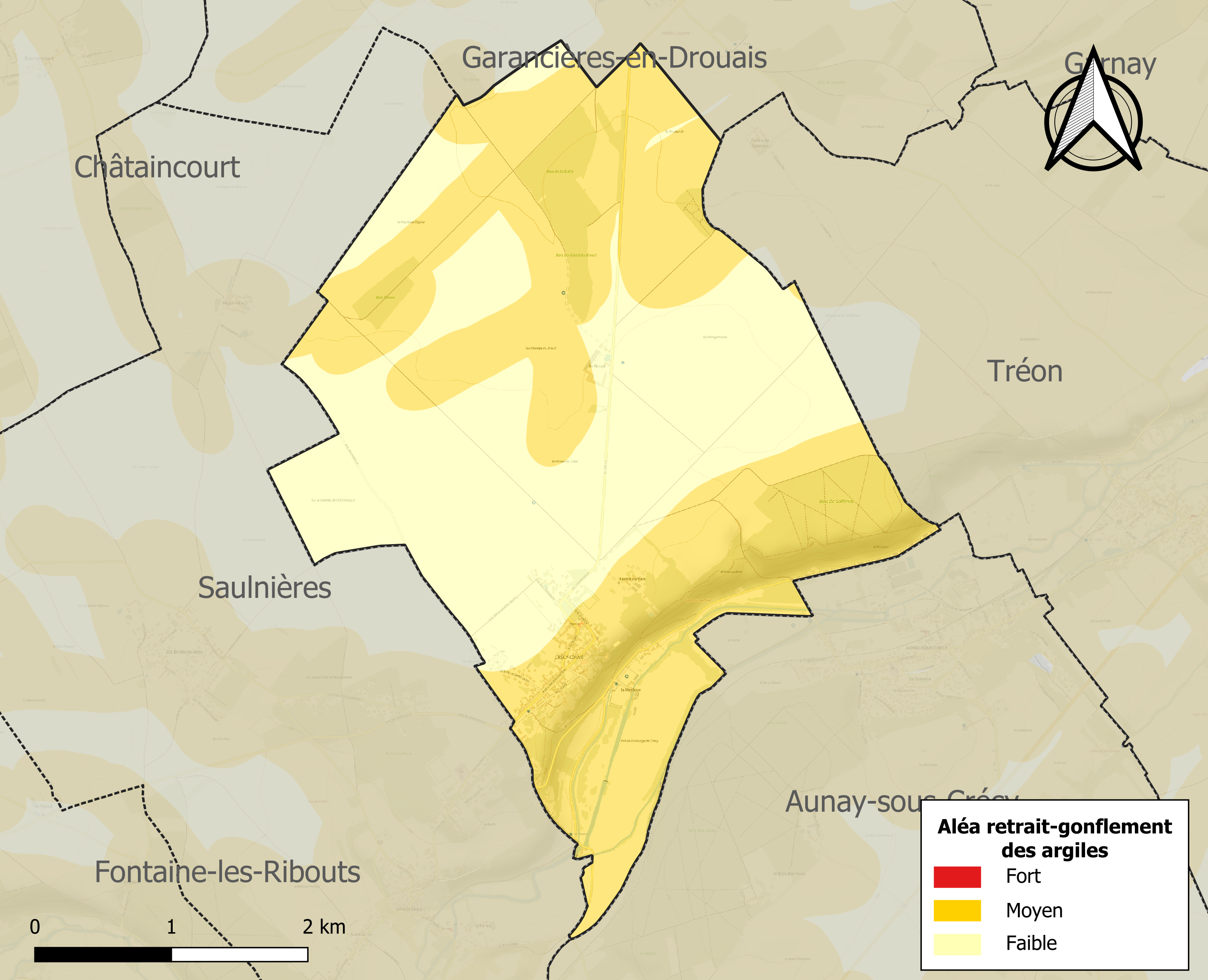
Carte des zones d'aléa retrait-gonflement des sols argileux de Crécy-Couvé.

Les mouvements de terrains susceptibles de se produire sur la commune sont des affaissements et effondrements liés aux cavités souterraines. L'inventaire national des cavités souterraines permet de localiser celles situées sur la commune.
Le retrait-gonflement des sols argileux est susceptible d'engendrer des dommages importants aux bâtiments en cas d’alternance de périodes de sécheresse et de pluie. 55,9 % de la superficie communale est en aléa moyen ou fort (52,8 % au niveau départemental et 48,5 % au niveau national). Sur les 142 bâtiments dénombrés sur la commune en 2019, 114 sont en aléa moyen ou fort, soit 80 %, à comparer aux 70 % au niveau départemental et 54 % au niveau national. Une cartographie de l'exposition du territoire national au retrait gonflement des sols argileux est disponible sur le site du BRGM,.
Concernant les mouvements de terrains, la commune a été reconnue en état de catastrophe naturelle au titre des dommages causés par des mouvements de terrain en 1999.

#### Risques technologiques
Le risque de transport de matières dangereuses sur la commune est lié à sa traversée par des infrastructures routières ou ferroviaires importantes ou la présence d'une canalisation de transport d'hydrocarbures. Un accident se produisant sur de telles infrastructures est en effet susceptible d’avoir des effets graves au bâti ou aux personnes jusqu’à 350 m, selon la nature du matériau transporté. Des dispositions d’urbanisme peuvent être préconisées en conséquence.

## Toponymie
Le nom de la commune ne fut définitivement fixé qu'à la fin du XIXe siècle, Crécy y désignait le château et la seigneurie de Crécy, tandis que Couvé désignait le bourg et la baronnie de ce nom.

### Crécy
Le nom de la localité est attesté sous la forme latinisée Crechiae vers 1150.
Voir Crecy-la-Chapelle

### Couvé
Couvé est attesté autrefois sous les formes Covaium, Coveium, Covetum en latin, Couvey, Couvay, Couvai en français : l'étymologie en est Cova, Cavae, ce dernier mot signifiant caverne, lieu creux. Ce qui laisse penser que le village de ce nom se trouvait au-dessous du château de Crécy, qui par sa situation sur la hauteur, dominait la vallée, le bourg et la plaine de Couvé ; par la suite, Couvé s'est étendu jusqu'à l'emplacement actuel.[réf. nécessaire]

## Histoire

### Moyen Âge
- Le château de Crécy fut détruit par les Anglais au XIIe siècle : d'après la tradition, leur camp dont quelques vestiges subsistaient encore au début du XXe siècle, était situé sur la colline d'en face, du côté de la Bellassière. Un nouveau château fut reconstruit sur le même emplacement, au-dessus et près du village de Couvé, l'un et l'autre dépendant de la paroisse d'Aunay-sous-Crécy.
- Au XIIIe siècle, l'église de Couvé, comme celle d'Aunay-sous-Crécy et de Tréon, appartenait aux moines bénédictins de l'abbaye de Saint-Père-en-Vallée, une charte de Regnault de Mouçon, évêque de Chartres leur en confirme la possession[20].

### Époque moderne
En 1746, Louis XV (1710-1774) offre le domaine de Crécy à la marquise de Pompadour (1721-1764), maîtresse du roi de France de 1745 à 1750. Elle achète le domaine à Louis-Alexandre Verjus, fils de Louis de Verjus, et le revend au duc de Penthièvre en 1757. L'architecture du village en porte toujours profondément la marque.

## Politique et administration

### Liste des maires
| Période                                  | Période  | Identité        | Étiquette | Qualité                             |
| ---------------------------------------- | -------- | --------------- | --------- | ----------------------------------- |
| Les données manquantes sont à compléter. |          |                 |           |                                     |
| 2001                                     | 2014     | Patrick Jouteau |           |                                     |
| avril 2014                               | En cours | Didier Arnoult, |           | Ouvrier qualifié de type industriel |

## Population et société

### Démographie
L'évolution du nombre d'habitants est connue à travers les recensements de la population effectués dans la commune depuis 1793. Pour les communes de moins de 10 000 habitants, une enquête de recensement portant sur toute la population est réalisée tous les cinq ans, les populations de référence des années intermédiaires étant quant à elles estimées par interpolation ou extrapolation. Pour la commune, le premier recensement exhaustif entrant dans le cadre du nouveau dispositif a été réalisé en 2008.

En 2022, la commune comptait 263 habitants, en évolution de +1,54 % par rapport à 2016 (Eure-et-Loir : −0,23 %, France hors Mayotte : +2,11 %).
| 1793 | 1800 | 1806 | 1821 | 1831 | 1836 | 1841 | 1846 | 1851 |
| ---- | ---- | ---- | ---- | ---- | ---- | ---- | ---- | ---- |
| 240  | 269  | 261  | 212  | 230  | 250  | 250  | 246  | 266  |

| 1856 | 1861 | 1866 | 1872 | 1876 | 1881 | 1886 | 1891 | 1896 |
| ---- | ---- | ---- | ---- | ---- | ---- | ---- | ---- | ---- |
| 276  | 276  | 267  | 253  | 269  | 256  | 270  | 235  | 272  |

| 1901 | 1906 | 1911 | 1921 | 1926 | 1931 | 1936 | 1946 | 1954 |
| ---- | ---- | ---- | ---- | ---- | ---- | ---- | ---- | ---- |
| 272  | 283  | 277  | 268  | 272  | 267  | 267  | 290  | 319  |

| 1962 | 1968 | 1975 | 1982 | 1990 | 1999 | 2006 | 2008 | 2013 |
| ---- | ---- | ---- | ---- | ---- | ---- | ---- | ---- | ---- |
| 298  | 256  | 279  | 262  | 316  | 281  | 278  | 277  | 255  |

| 2018 | 2022 | - | - | - | - | - | - | - |
| ---- | ---- | - | - | - | - | - | - | - |
| 270  | 263  | - | - | - | - | - | - | - |

## Culture locale et patrimoine

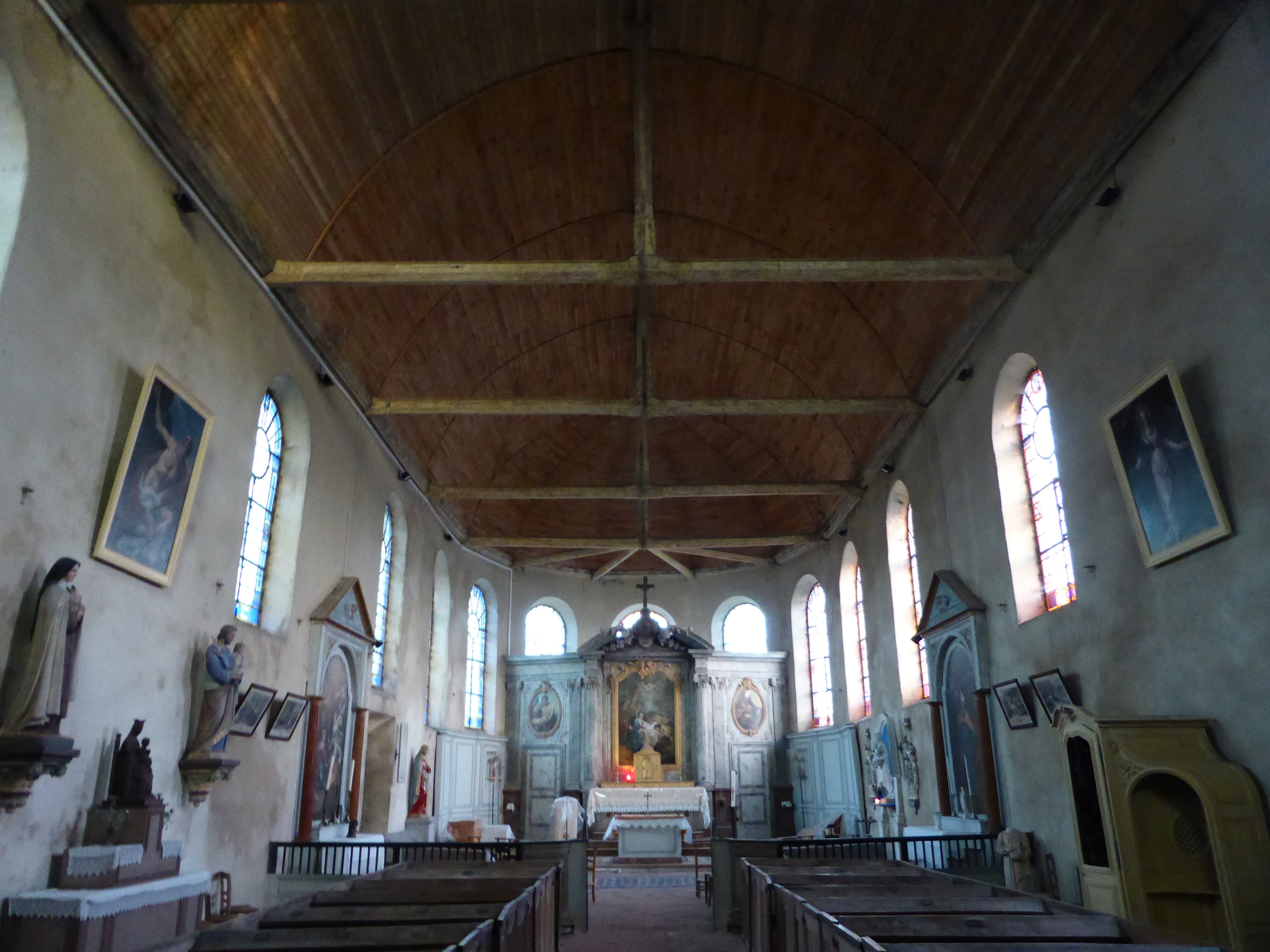
Nef de l'église Saint-Éloi-Saint-Jean-Baptiste.

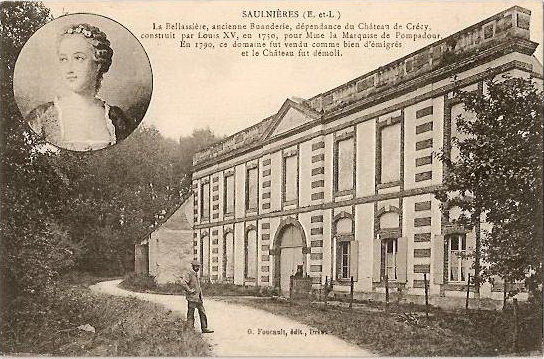
Façade-fronton du moulin.

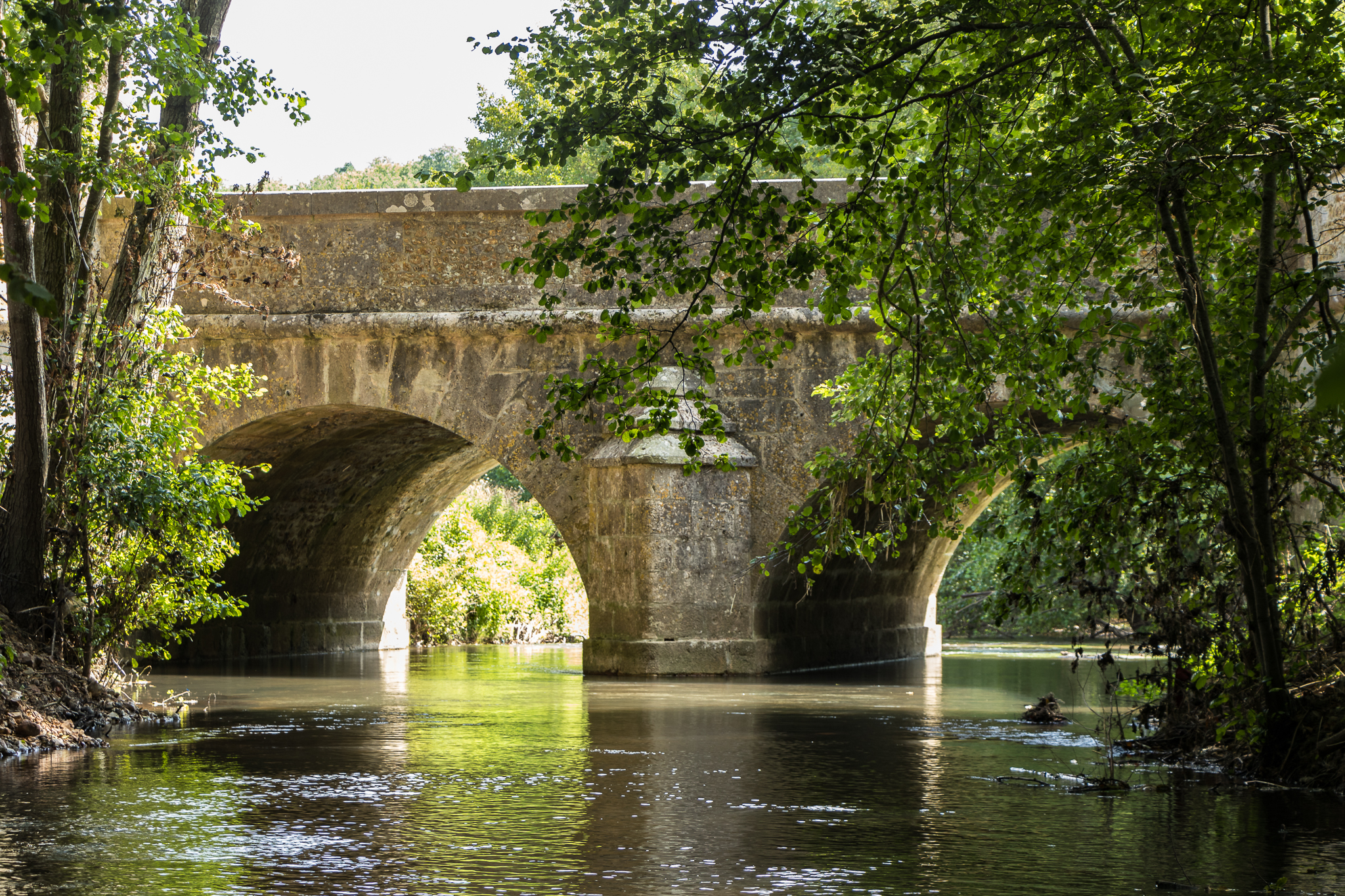
Pont de la Bellassière.

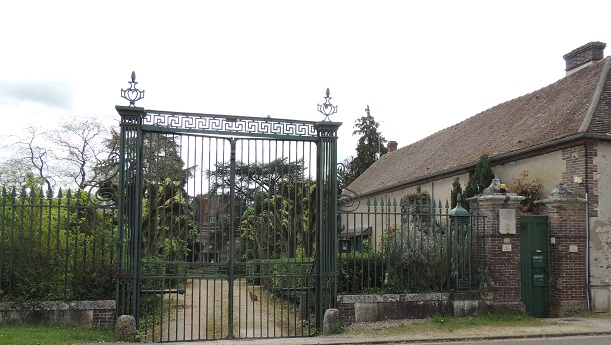
Grille du château de Bailleul.

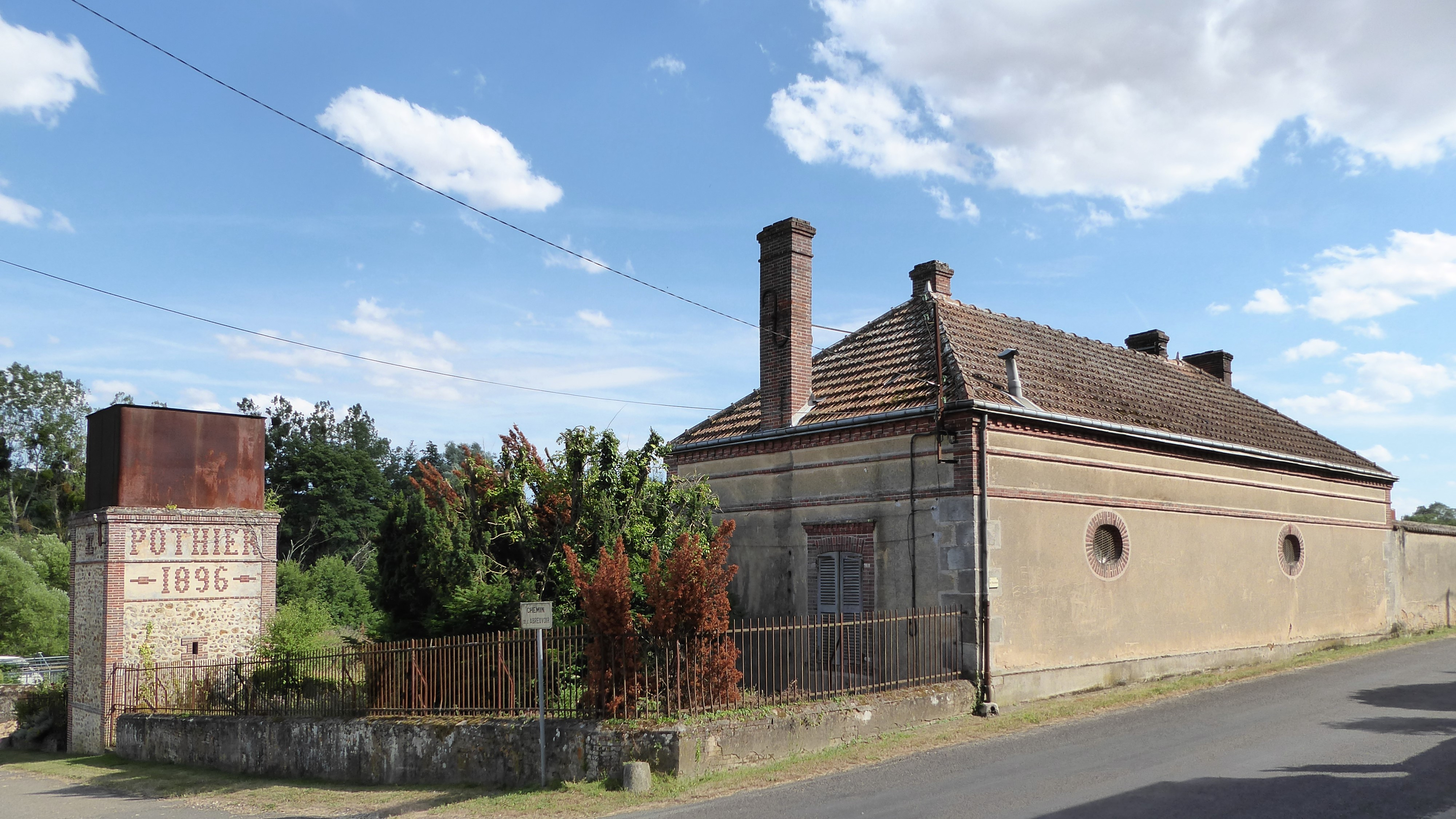
Bâtiment de l'ancienne machine hydraulique.

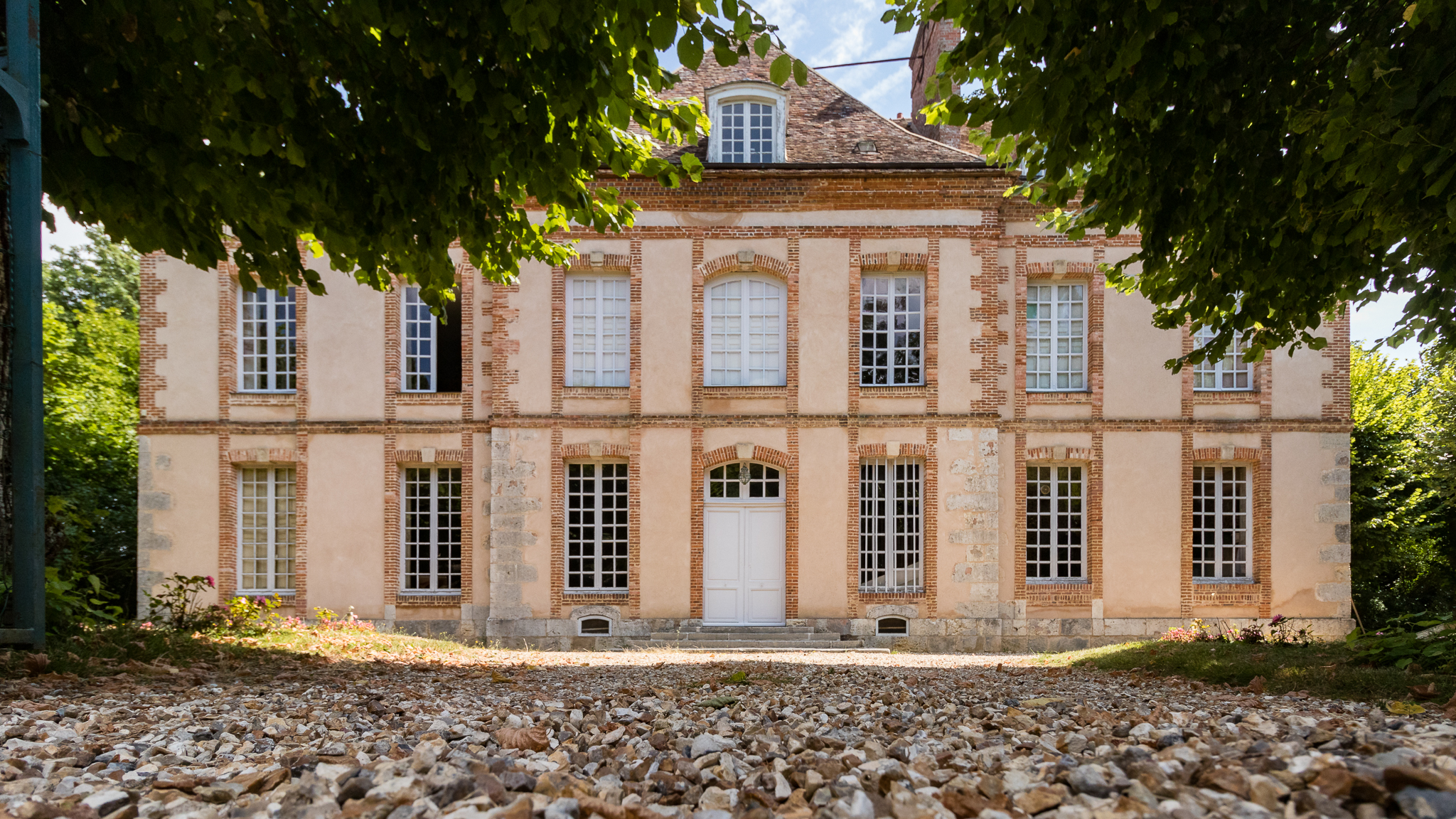
Hôpital Saint-Jean.

### Lieux et monuments
Crécy-Couvé comporte huit édifices inscrits en 1992 et 1993 au titre de monument historique, ces édifices étant pour la plupart reliés à la présence au XVIIIe siècle de Madame de Pompadour dans le village.

#### Église Saint-Éloi-Saint-Jean-Baptiste
L'église Saint-Éloi-Saint-Jean-Baptiste fait l’objet d’une inscription au titre de monument historique en 1992.

#### Moulin de la Bellassière
Le moulin de la Bellassière fait l’objet d’une inscription au titre de monument historique en 1992.

#### Pont de la Bellassière
Le pont de la Bellassière fait l’objet d’une inscription au titre de monument historique en 1993.

#### Clôture de la Terrasse
La grille et le portail de la propriété la Terrasse, 22 rue de l'Ancien-Château, provient du château de Bailleul (Eure) et fait l’objet d’une inscription au titre de monument historique en 1992.

#### Bailliage de justice
La façade de l'ancien bailliage de justice fait l’objet d’une inscription au titre de monument historique en 1992. L'édifice abrite aujourd'hui la mairie et l'école communale.

#### Machine hydraulique
Les éléments subsistants de la machine hydraulique font l’objet d’une inscription au titre de monument historique en 1992.

#### Glacière
La glacière fait l’objet d’une inscription au titre de monument historique en 1992.

#### Hôpital Saint-Jean
Les façades et toitures de l'ancien hôpital Saint-Jean font l’objet d’une inscription au titre de monument historique en 1992.

### Personnalités liées à la commune
- Louis de Verjus (1629-1709) : négociateur, fils d'un conseiller au parlement, conseiller d'état. Il assista, en tant que plénipotentiaire à la Diète de Ratisbone et concourut en 1697 au traité de Ryswick. Membre de l'Académie Française depuis 1679. Il avait pris le titre de comte de Crécy. Il est inhumé dans le chœur de l'église de Crécy-Couvé.
- Louis-Alexandre de Verjus, fils de Louis de Verjus.
- Louis XV (1710-1774), roi de France.
- Madame de Pompadour (1721-1764), maîtresse de Louis XV de 1745 à 1750.
- Louis Jean Marie de Bourbon, duc de Penthièvre (1725-1793) : petit-fils de Louis XIV de France et de Madame de Montespan. Il est à son époque le propriétaire foncier le plus riche du royaume ; il possède entre autres, dans l'actuel Eure-et-Loir, les châteaux d'Anet, de la Ferté-Vidame et de Crécy de 1757 à 1775. Grand amiral de France et dernier comte de Dreux.
- Jean Richepin (1849-1926), poète, romancier et auteur dramatique, dont la mère, Rose-Pauline Béchepoix, est née à Crécy-Couvé le 18 août 1826[34].
- Paul Facchetti (1912-2010), photographe et marchand de tableaux, inhumé dans la commune.

### Héraldique
| Blason de Crécy-Couvé | Blason  | D'azur à trois tours d'argent, ouvertes du champ, ajourées et maçonnées de sable. |
| Blason de Crécy-Couvé | Détails | Le statut officiel du blason reste à déterminer.                                  |